# Dan Cortes
Daniel Adam Cortes, né le 4 mars 1987 à Pomona (Californie) aux États-Unis, est un lanceur droitier de baseball qui a joué dans la Ligue majeure de baseball pour les Mariners de Seattle entre 2010 et 2011.

## Carrière
Dan Cortes est drafté en septième ronde par les White Sox de Chicago en 2005.
Il débute en ligue mineure dans l'organisation des White Sox. Ceux-ci échangent Cortes et le lanceur gaucher Tyler Lumsden aux Royals de Kansas City le 24 juillet 2006 en retour du releveur droitier Mike MacDougal. En 2008, Baseball America classe Cortes deuxième dans la liste des meilleurs joueurs d'avenir de l'organisation.
Le 10 juillet 2009, les Royals font l'acquisition du joueur d'arrêt-court Yuniesky Betancourt et cèdent en retour aux Mariners de Seattle le lanceur Derrick Saito et Dan Cortes. Cortes joint les West Tenn Diamond Jaxx, club-école de niveau Double-A des Mariners dans la Ligue Southern. Il amorce la saison 2010 avec cette équipe avant de graduer en Triple-A chez les Rainiers de Tacoma de la Ligue de la côte du Pacifique. L'athlète de 23 ans fait ses débuts dans les majeures avec les Mariners de Seattle le 24 septembre 2010, effectuant une courte sortie en relève à Tampa Bay contre les Rays. Il apparaît dans 14 parties des Mariners, chaque fois comme releveur, soit 4 en 2010 et 10 en 2011.
Il signe avec les Nationals de Washington le 4 janvier 2012. À son arrivée au camp d'entraînement, un examen médical révèle qu'il n'est pas dans une forme physique satisfaisante et le contrat est par conséquent révoqué[réf. souhaitée].

## Vie personnelle
En décembre 2005, Dan Cortes est poignardé dans une bagarre survenue dans le stationnement d'une allée de quilles dans le comté de Los Angeles. Cortes, 18 ans, s'interpose pour défendre un collègue de la boutique d'équipement de sport pour laquelle il travaille. Cortes reçoit des coups de couteau au dos, à la tête, au-dessus d'un œil et au bras droit. Cette dernière blessure sème des doutes quant à sa capacité de lancer au baseball, mais son bras guérit complètement et il peut poursuivre sa carrière. L'agresseur fut arrêté et reconnu coupable.
Le 1er juillet 2009, le lanceur qui s'aligne alors avec les Naturals de Northwest Arkansas, un club-école des Royals de Kansas City, est arrêté et détenu cinq heures pour ivresse sur la voie publique, après avoir été surpris à uriner contre la clôture d'un resto-bar de Springdale, Arkansas. Cortes sort de prison moyennant une caution de 655 dollars.